# بارت براينت
بارت براينت (بالإنجليزية: Bart Bryant)‏ هو لاعب غولف أمريكي، ولد في 18 نوفمبر 1962 في غتسفيل في الولايات المتحدة.

## وصلات خارجية
- بارت براينت على موقع رابطة لاعبي الغولف المحترفين (الإنجليزية)
- بارت براينت على موقع التصنيف العالمي الرسمي للغولف (الإنجليزية)